# Corral de la Morería

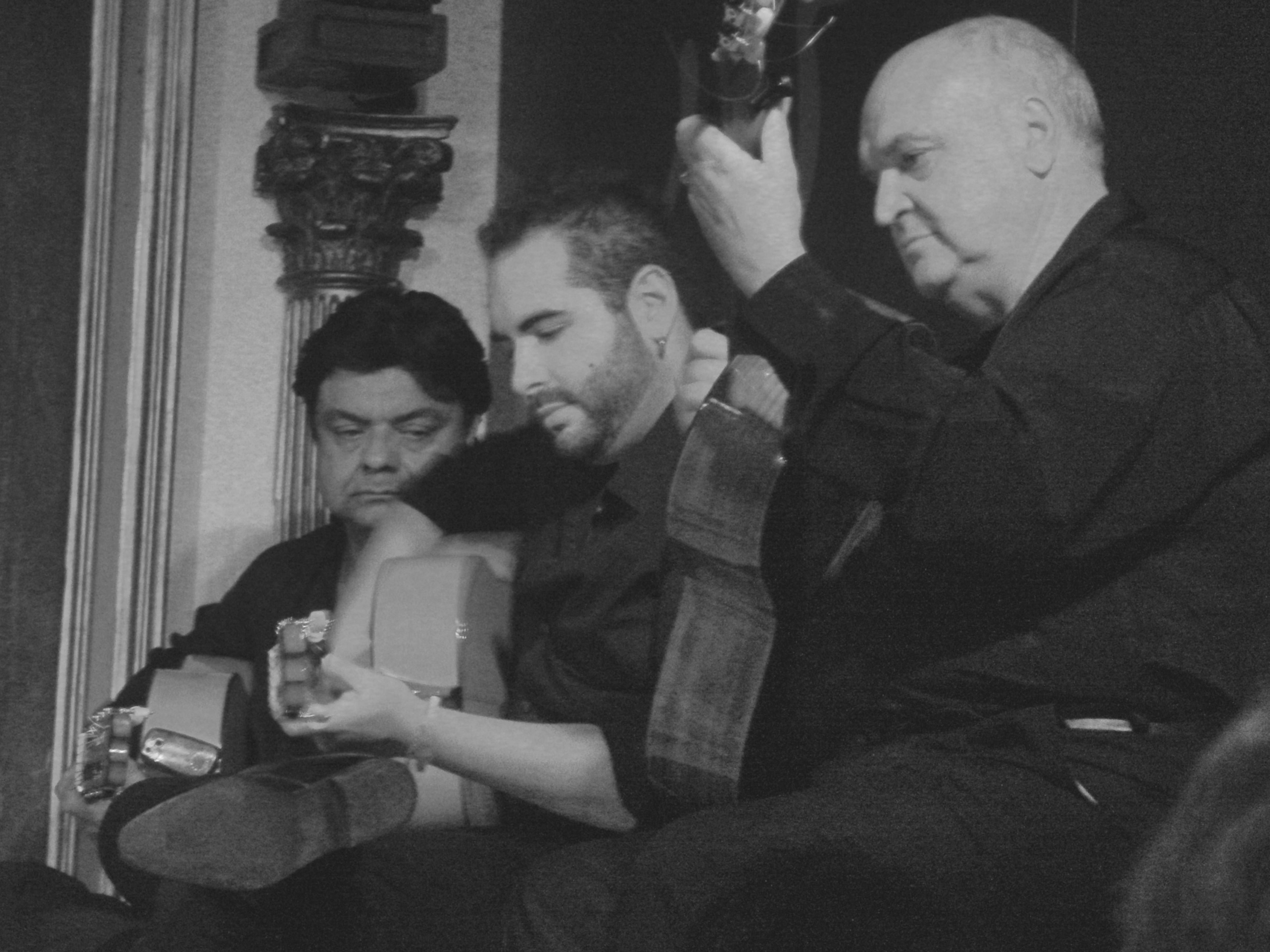
Trío de maestros de la guitarra flamenca en el escenario del Corral.

El Corral de la Morería es un tablao flamenco situado en el número 17 de la calle de la Morería en el barrio de la Morería del Madrid de los Austrias, en el distrito Centro. Inaugurado en 1956, fue, junto con Zambra (1954-1975), que había abierto sus puertas dos años antes, uno de los más populares locales que relevaron a los antiguos «cafés cantantes».

## Historia
Instalado en una antigua vaquería, su diseño fue encargado a un arquitecto italiano y la decoración al pintor Juan Barba, que firma el gran lienzo que sirve de telón de fondo al tablao (restaurado en 2021 por personal y alumnado de la Facultad de Bellas Artes de la Universidad Complutense de Madrid). Se inauguró la noche del 20 de mayo de 1956, con la presencia de la actriz y bailaora Pastora Imperio, (que volvió de su semiretiro para actuar en el local), además de profesionales del flamenco, como Regla Ortega, Porrina de Badajoz, Salvador El Chaqueta, Andrés Heredia, Rita Ortega, y La Chunga que debutaba así en Madrid, y que seguiría actuando en la Morería formando pareja con el bailaor Mario Maya.
A lo largo de la historia del local, la lista de cantaores, bailaores y músicos diversos que han actuado en él incluye a Manuela Vargas, las hermanas Bernarda y Fernanda de Utrera, Víctor Monje, Serranito, Antonio Gades, Arcángel, Lucero Tena La Paquera de Jerez, que hizo su debut en Madrid en este tablao flamenco, y el guitarrista Félix de Utrera, asociado con el local durante más de 30 años.

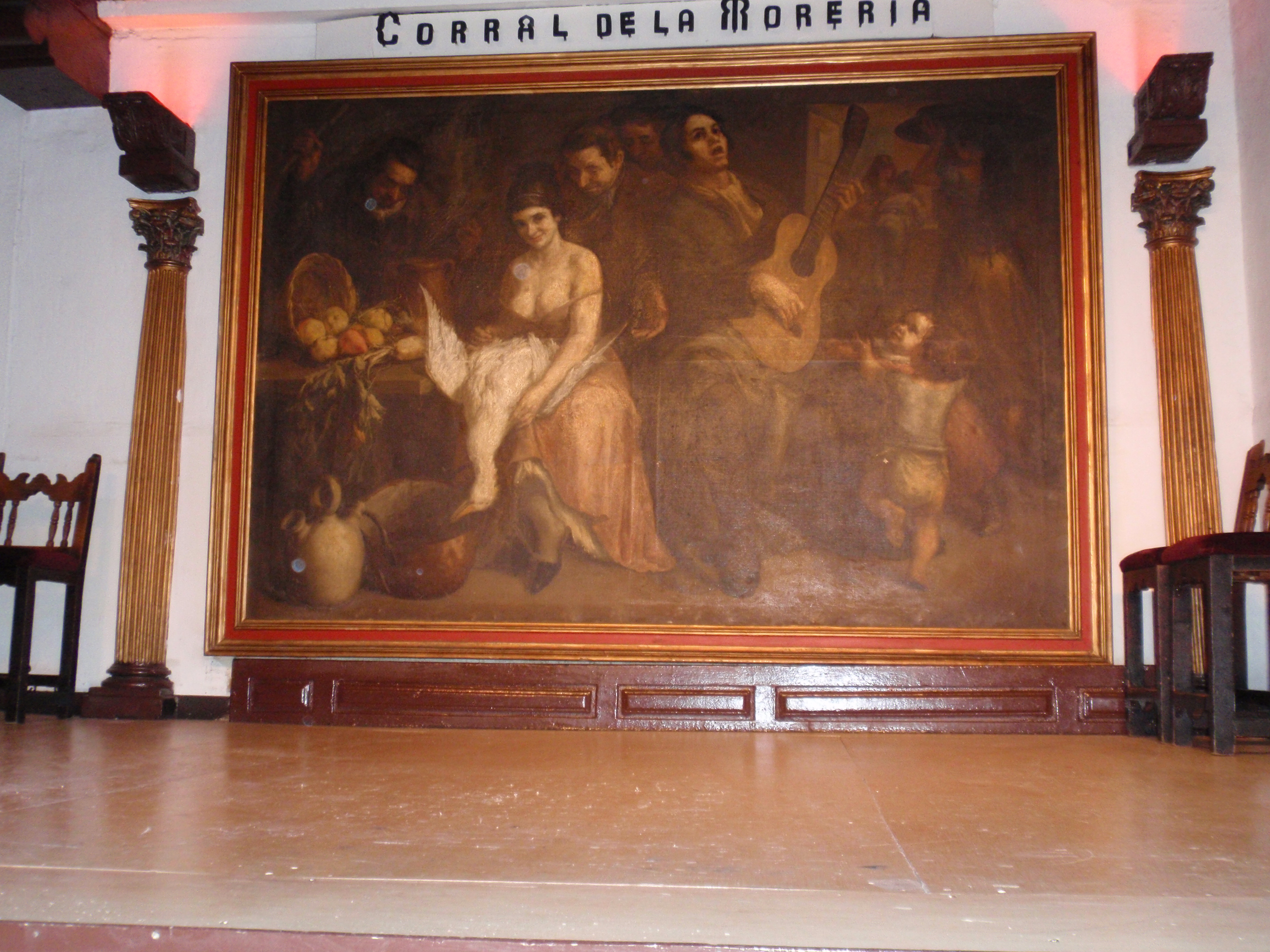
El escenario del Corral de la Morería, presidido por la escena costumbrista del pintor Juan Barba.

Tras el fallecimiento en 2006 de su fundador, Manuel del Rey, el establecimiento lo dirige su esposa, la bailaora cordobesa Blanca del Rey, y el hijo de la pareja.
En 2018 recibe el Premio Nacional de Gastronomía, tras tener una estrella Michelín .

### Anécdotario histórico
De entre las muchas y quizá legendarias anécdotas que se guardan sobre el tablao y sus visitantes, puede mencionarse una que –con cierta tendencia a la ubicuidad– puede escucharse también como ocurrida en otros “divinos antros” del Madrid nocturno (como el bar de Perico Chicote, u otros tablaos y cafés cantantes como Los Gabrieles o Villa Rosa). Ocurrió al parecer una de las muchas noches en que la actriz Ava Gardner se encontraba entre el público...«Un hombre que apuraba un whisky en la barra le clavó la mirada y la llamó con el dedo índice. La actriz fue hasta él y casi al instante los dos comenzaron a discutir. Antes de irse, él le dio una bofetada a ella. Ese hombre era Frank Sinatra, quizá molesto por los rumores que relacionaban al “animal más bello del mundo” con el torero Luis Miguel Dominguín».

## Tablao
El tablao o escenario del Corral de la Morería se asienta sobre un bloque de hormigón apoyado a su vez en vigas de acero, y cuya superficie total está cubierta por una «gruesa cama de goma». Encima se estructura el tablado propiamente dicho, «diseñado como instrumento de percusión que amplifica la intensidad de quienes zapatean encima», y que debido a tal uso es necesario renovar una vez al mes.